# Fiat Punto
La Fiat Punto è una famiglia di autovetture di tipo utilitaria prodotta dalla casa automobilistica italiana FIAT in tre serie: la prima, nata nel 1993 e disegnata da Giorgetto Giugiaro; la seconda nata nel 1999 e disegnata all'interno del centro stile Fiat; e la terza, nata nel 2005 e disegnata dalla Italdesign Giugiaro. Quest'ultima generazione è stata a sua volta declinata in tre modelli; il modello di esordio chiamato Grande Punto, che ha di fatto segnato l'inizio della terza generazione, affiancato nel 2009 dal modello Punto Evo, una sorta di evoluzione del primo, ed entrambi sostituiti da un terzo aggiornamento: la Punto 2012, la cui produzione è terminata nell'agosto 2018 senza un modello destinato a raccoglierne l’eredità. La produzione in India termina nel novembre del 2018. All'esordio di quest'ultima l'intera famiglia della Fiat Punto è stata venduta, dal 1993, in 9 milioni di esemplari.

## Prima serie (176)

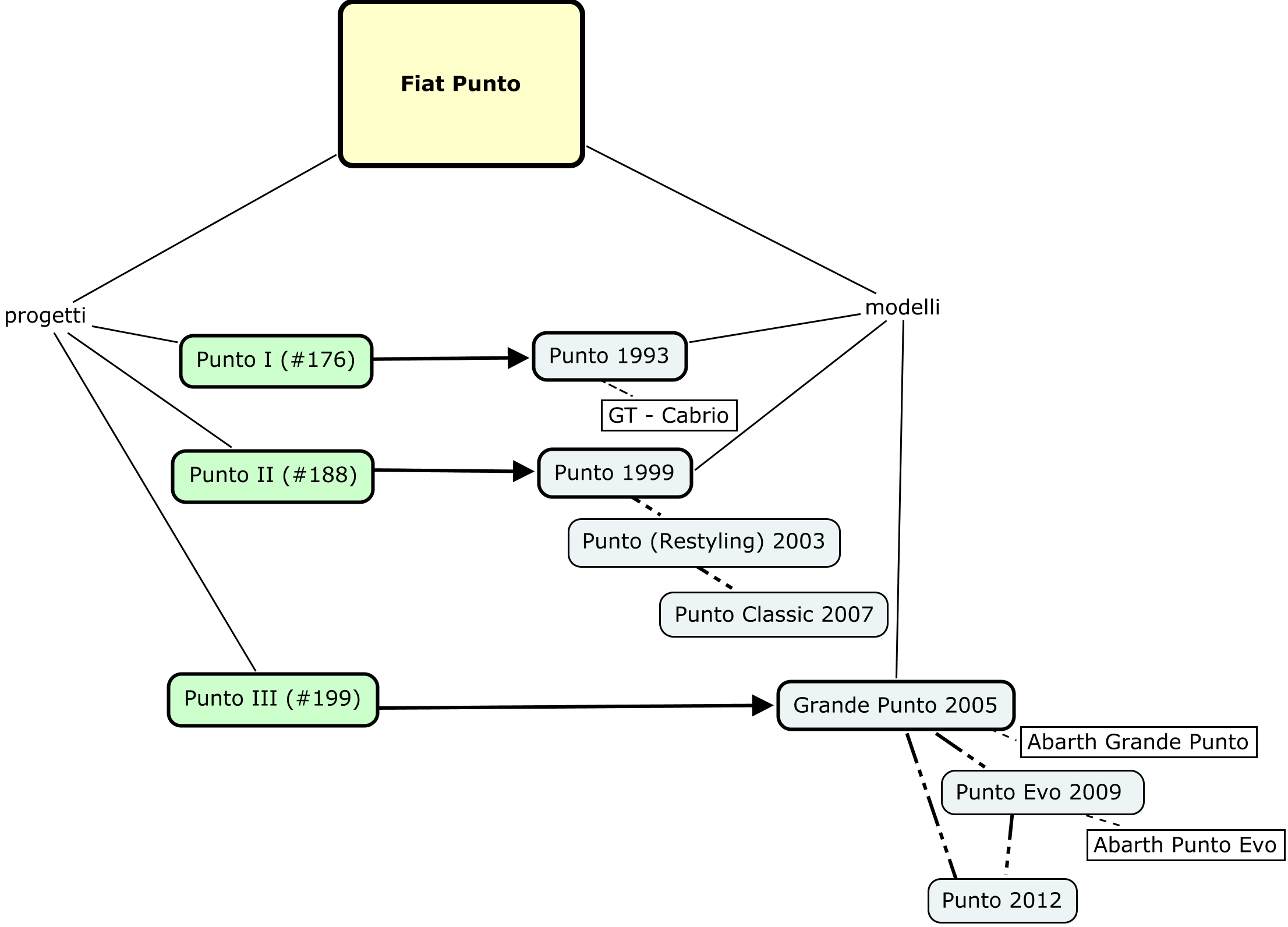
"Albero genealogico" della "famiglia" Punto

La prima generazione della Punto nasce col progetto numero 176 e viene presentata al pubblico durante il Salone dell'automobile di Francoforte del 1993. Disegnata da Giorgetto Giugiaro è stata concepita come erede della Fiat Uno. L'accoglienza della critica e del pubblico furono positive e la Punto riuscì ad aggiudicarsi il premio Auto dell'anno nel 1995. Il modello, un anno e mezzo dopo il suo esordio, era già stato venduto in un milione e mezzo di esemplari. Venne sostituito, dopo un aggiornamento apportatogli nel 1997, dal nuovo modello nel 1999.

### Galleria d'immagini
| (176)     | (176) Cabrio | (176) GT  |
| --------- | ------------ | --------- |
|           |              |           |
|           |              |           |
| 1993-1999 | 1994-1999    | 1993-1999 |

## Seconda serie (188)
La seconda serie della Punto esordisce nel 1999 in occasione del centenario della casa automobilistica torinese con la commercializzazione del progetto numero 188. Questa vettura non portò con sé solo l'eredità del modello precedente (e del suo enorme successo), ma fu anche la vettura con cui la FIAT volle concretizzare i propri 100 anni di storia. Venne interamente disegnata all'interno del centro stile Fiat e fu la prima utilitaria al mondo a ricevere 4 stelle EuroNCAP, registrando un notevole miglioramento rispetto al modello precedente. Ricevette un corposo aggiornamento nel 2003 e venne ulteriormente aggiornata (e ridenominata Punto Classic) nel 2007. Nel 2005 le venne affiancato un nuovo modello, più grande e moderno, ma che non la sostituì completamente fino al 2010, quando dopo più di 11 anni cessò la produzione della seconda serie della Punto, che venne comunque venduta fino a maggio 2011.

### Galleria d'immagini
| (188)     | (188) Restyling | (188) 2º restyling | (188) HGT Abarth | (188) S1600 |
| --------- | --------------- | ------------------ | ---------------- | ----------- |
|           |                 |                    |                  |             |
|           |                 |                    |                  |             |
| 1999-2003 | 2003-2007       | 2007-2010          | 2000-2003        | 2000-2005   |

## Terza serie (199)
Verso la fine del 2005 viene presentata al pubblico la terza serie della famiglia Punto. Si tratta di una vettura molto grande rispetto al segmento di riferimento, superando i quattro metri di lunghezza. Per questo motivo viene commercializzata con l'appellativo "Grande" e non sostituisce il modello già presente in gamma, ma lo affianca. La Grande Punto quindi crea, nel corso della sua commercializzazione, una vera e propria famiglia di modelli, allargandosi a diverse tipologie della stessa vettura. La terza generazione della Punto è anche l'auto che segna simbolicamente il risorgimento della casa automobilistica italiana che stava fino a quel momento attraversando un periodo molto difficile. Nata dal progetto numero 199 è stata sviluppata dalla Fiat, ma i costi di sviluppo sono stati divisi con la General Motors che utilizzerà la piattaforma della Grande Punto anche per alcuni suoi modelli, soprattutto sul mercato europeo. Nel 2006 viene presentata la versione a 3 volumi della Punto, commercializzata col nome Linea. Subito la Grande Punto riscuote un enorme successo, disegnata dalla Italdesign Giugiaro non le viene mai applicato alcun aggiornamento estetico, bensì le viene affiancato un modello denominato Punto Evo, una sorta di evoluzione del primo, più curato nei dettagli e di maggior qualità percepita, oltre che con importanti aggiornamenti meccanici. Entrambi i modelli (Grande Punto e Punto Evo) nel 2012 vengono sostituiti da un terzo e ultimo modello, sempre facente parte della terza generazione della Punto, denominato Punto 2012 o semplicemente Punto, la cui produzione è finita nel 2018. Inizialmente non verrà sostiuita da alcun modello fino al 2024, quando entró in produzione la Fiat Grande Panda. Oltre ai modelli commerciali, venduti anche nelle varianti elaborate a marchio Abarth, la terza serie della Punto ha dato vita anche a un modello da competizione rally: la S2000.

### LaPunto 310per i mercati emergenti

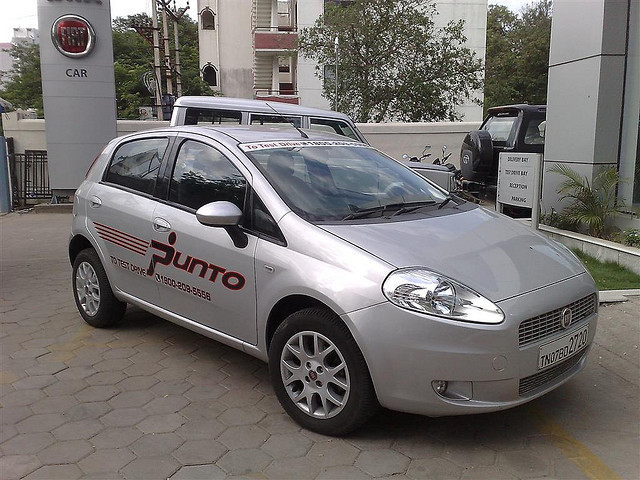
Una Grande Punto per il mercato indiano, dove è chiamata semplicemente "Punto"

Con la terza generazione di Punto la Fiat ha deciso di espandere la produzione del modello anche sui mercati esteri, progettando una versione meno costosa destinata ai paesi in via di sviluppo; il Progetto 310 debuttato nell'agosto 2007 utilizza della Grande Punto originale parte della carrozzeria e degli organi meccanici. Lo stile dell'auto, frutto di Giugiaro, non viene modificato mentre gli interni sono realizzati con delle plastiche di qualità inferiore proprio per ridurre i costi di produzione.
Dal punto di vista tecnico il pianale di base risulta completamente differente: la Punto 310 si basa sulla piattaforma della seconda serie di Fiat Punto opportunamente rivista soprattutto nella geometria delle sospensioni riprese dal modello Palio; questo pianale funge da base anche per le Fiat Idea e Linea prodotte dalla filiale brasiliana di Fiat Auto e garantisce una netta riduzione dei costi di produzione. La distanza dell'assetto da terra è stata incrementata mentre le sospensioni risultano leggermente più rigide per adattarsi alle strade brasiliane dissestate.

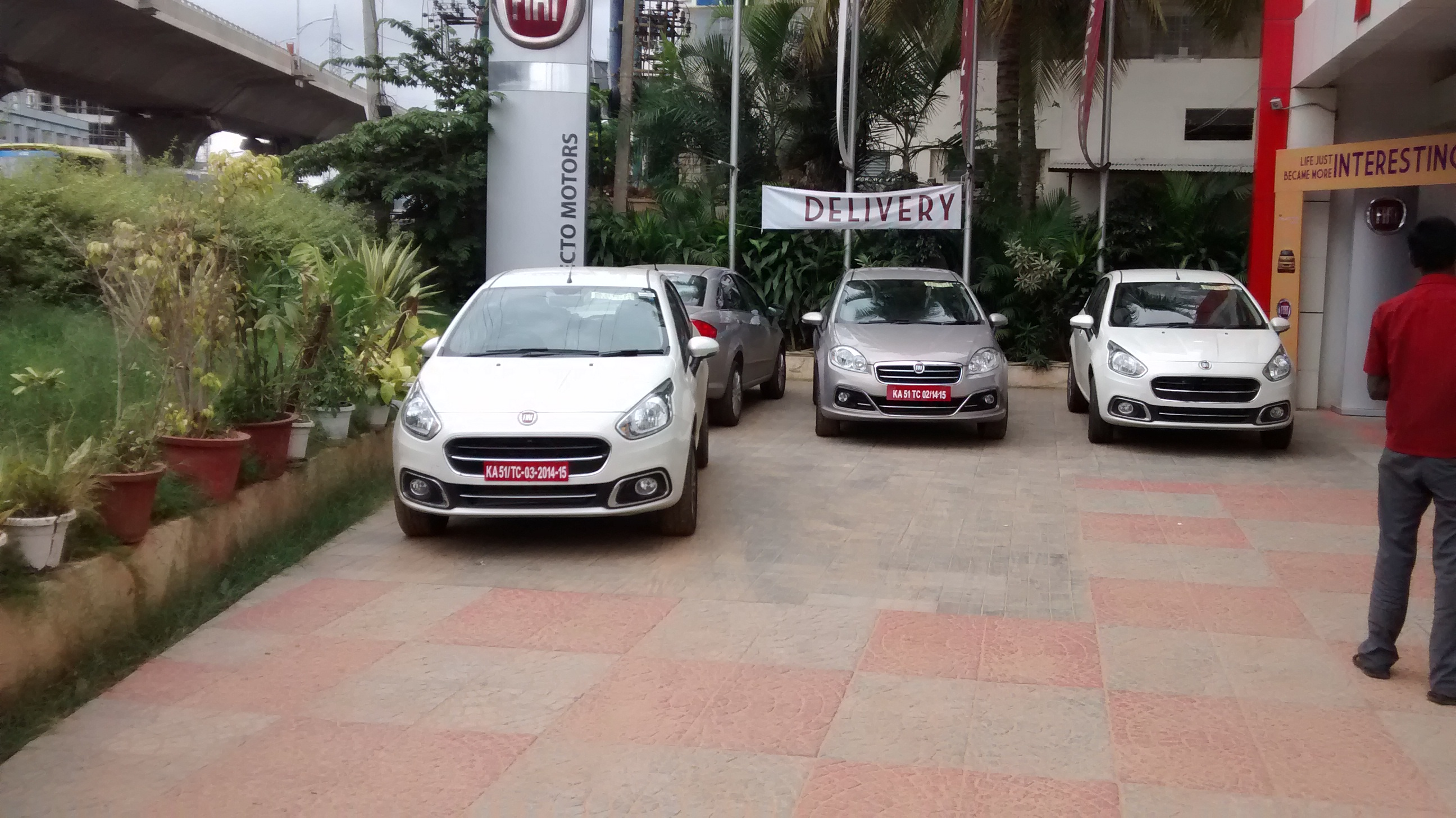
Sulla sinistra, e sulla destra, due esemplari della Fiat Punto Evo indiana

La Punto 310 è disponibile solo con carrozzeria 5 porte e viene commercializzata con il semplice nome Punto. Viene prodotta in Brasile a Betim (presso lo stabilimento di Minas Gerais) dal 2007 e commercializzata in tutto il Sud America; viene sostituita dalla Fiat Argo.
Sul mercato indiano viene prodotta dal 2009 presso gli stabilimenti di Pune della Tata Motors e distribuita in tutto il territorio indiano. Grazie a una joint-venture effettuata con Tata, sul telaio della Punto 310 il colosso indiano ha progettato le proprie berline Indica Vista e Indigo Manza che riprendono dalla Punto anche parte delle motorizzazioni e numerosi organi meccanici.
Nel 2014, sulla base Punto 310, nasce sempre per il mercato indiano la Fiat Avventura. Sempre nel 2014 la stessa Punto per il mercato indiano viene pesantemente aggiornata e commercializzata come Punto Evo. Questo nuovo modello è sensibilmente influenzato dal concept Avventura per quanto riguarda il design gli esterni e dal modello europeo per quanto riguarda gli interni. Nel 2016 viene presentata la Punto Pure, che riprende le linee tradizionali della Grande Punto, disponibile con due motorizzazioni; gli interni sono derivati da quelli della Fiat Linea.

### Galleria d'immagini
| (199) Grande Punto | (323) Linea | (199) S2000 | (199) Abarth Grande Punto | (199) Punto Evo | (199) Abarth Punto Evo | (199) Punto 2012 |
| ------------------ | ----------- | ----------- | ------------------------- | --------------- | ---------------------- | ---------------- |
|                    |             |             |                           |                 |                        |                  |
|                    |             |             |                           |                 |                        |                  |
| 2005-2012          | 2007-2018   | 2006-2011   | 2007-2010                 | 2009-2012       | 2010-2014              | 2012-2018        |